# برنامج مكوك الفضاء
برنامج مكوك الفضاء (بالإنجليزية: Space Shuttle program) يسمى رسميا بنظام النقل الفضائي (بالإنجليزية: Space Transportation System، اختصارًا STS)، كان برنامج مركبة فضاء مأهولة تابع لحكومة الولايات المتحدة مابين سنتي 1981 و 2011. البرنامج أدارته وكالة ناسا وبدأ العمل عليه رسميا سنة 1972. كان نظام مكوك الفضاء يتكون من مركبة مدارية تُطلق مع إثنين من الصواريخ القابلة لإعادة الاستخدام و خزان وقود خارجي مستهلك. وكان تحمل ما يصل إلى ثمانية رواد فضاء و حمولة تصل إلى 23,000 كيلوغرام نحو المدار الأرضي المنخفض. وعندما تنتهي مهمتها تعيد المركبة المدارية الدخول إلى الغلاف الجوي الأرضي وتهبط مثل طائرة شراعية إما في مركز كينيدي للفضاء أو في قاعدة إدواردز الجوية.
بدأ برنامج مكوك الفضاء في أواخر عقد 1960 و أصبح أولوية قصوى لناسا في عقد 1970. في يناير 1986 تحطم مكوك تشالنجر وقُتل سبعة من أفراد الطاقم، مما تسبب في تعطل البرنامج لمدة سنتين، وبالمثل بعد كارثة مكوك الفضاء كولومبيا في عام 2003 حيث لم يتم إجراء أي رحلات في السنتين المقبلتين. وبعد أكثر من عامين من التوقف، إستأنف مكوك ديسكفري عملياته في 26 يوليو 2005 وقام بنقل معدات ولوازم إلى محطة الفضاء الدولية.
تضمنت مهمات مكوك الفضاء مايلي: أولا: حمل حمولات كبيرة وإرسالها إلى مدارات مختلفة (بما في ذلك قطاعات ليتم إضافتها إلى محطة الفضاء الدولية)، ثانيا: سمح بتناوب الطاقم مع محطة الفضاء، وثالثا القيام بمهام الصيانة. كما قامت المركبة المدارية بانتشال أقمار صناعية وحمولات أخرى من المدار وأرجعتهم إلى الأرض، رغم أن استخدامه في هذا النوع من المهام كان نادرا. صُممت كل مركبة بعمر يصل إلى 100 عملية إطلاق أو 10 سنوات من العمر التشغيلي.

## التاريخ
قبل هبوط مركبة أبولو 11 على القمر عام 1969، كانت ناسا قد شرعت في دراسات مبكرة حول تصاميم مكوك الفضاء. في عام 1969 شكل الرئيس ريتشارد نيكسون مجموعة أشغال الفضاء التي رأسها سبيرو أغنيو، وحددت هذه المجموعة أهدافا طموحة بعد بعثات أبولو وركزت على إنشاء محطة فضاء مأهولة بشكل دائم، ومركبة صغيرة قابلة لإعادة الاستخدام من شأنها دعم المحطة، و في نهاية المطاف إرسال بعثات مأهولة إلى المريخ.
بعد عرض الخطط على نيكسون، تم إبلاغ أغنيو أن الإدارة لن تلتزم ببعثة إلى المريخ، وأنها ستقتصر على أنشطة في المدار الأرضي المنخفض في المستقبل القريب. ثم تعين عليه أن يختار إحدى الاقتراحين المتبقيين، وبعد بعض المناقشة حول المحطة والمركبة، تم اختيار المركبة. وكان الهدف من المركبة هو توفير وسيلة لوصول الفضاء تكون أقل تكلفة ويمكن استخدامها من قبل ناسا و وزارة الدفاع وللاستخدام العلمي والتجاري.
بدأ برنامج مكوك الفضاء رسميًّا يوم 5 يناير 1972، عندما أعلن الرئيس نيكسون أن وكالة ناسا ستمضي قدما في تطوير نظام مكوك فضاء قابل لإعادة الاستخدام. وكان الهدف المعلن هو «تحويل حدود الفضاء إلى أراضي مألوفة يمكن الوصول إليها بسهولة لأجل المسعى البشري».
أُطلقت كل مهام مكوك الفضاء من مركز كينيدي للفضاء، وكان مكوك كولومبيا أول مكوك يؤدي وظيفته بشكل كامل، ولقد تم بناءه في مدينة بالمديل، كاليفرونيا. نُقل المكوك إلى مركز كينيدي للفضاء يوم 25 مارس 1979 وأُطلق للمرة الأولى يوم 12 أبريل 1981 — في الذكرى العشرين لرحلة يوري غاغارين الفضائية— وكان على متنه اثنان من رواد الفضاء.

## الأسطول
تكون البرنامج من ستة مركبات مدارية، إثنين منها تحطمت والأربعة أخرى مازالت سليمة.
| الاسم     | صورة | الحالة                    | عدد المهمات | أول رحلة                                       | آخر رحلة                                     | المدة التي قضاها في الفضاء           |
| --------- | ---- | ------------------------- | ----------- | ---------------------------------------------- | -------------------------------------------- | ------------------------------------ |
| إنتربرايس |      | متقاعد                    | 0           | رحلة تجريبية على متن ط.ح.م (18 فبراير 1977)    | 27 أبريل 2012                                | لم يسافر إلى الفضاء مطلقا            |
| كولومبيا  |      | تحطم بتاريخ 1 فبراير 2003 | 28          | إس تي إس-1 (12-14 أبريل 1981)                  | إس تي إس-107 (16 يناير 2003 - 1 فبراير 2003) | 300 يوم، 17 ساعة، 40 دقيقة، 22 ثانية |
| تشالنجر   |      | تحطم بتاريخ 28 يناير 1986 | 10          | إس تي إس-6 (4-9 أبريل 1983)                    | إس تي إس-51-إل (28 يناير 1986)               | 62 ي 07 س 56 د 22 ث                  |
| ديسكفري   |      | متقاعد                    | 39          | إس تي إس-41-دي (30 أغسطس 1984 - 5 سبتمبر 1984) | إس تي إس-133 (24 فبراير 2011 - 9 مارس 2011)  | 365 ي 22 س 39 د 33 ث                 |
| أتلانتيس  |      | متقاعد                    | 33          | إس تي إس-51-جي (3-7 أكتوبر 1985)               | إس تي إس-135 (8-21 يوليو 2011)               | 306 ي 14 س 12 د 43 ث                 |
| إنديفور   |      | متقاعد                    | 25          | إس تي إس-49 (7-16 مايو 1992)                   | إس تي إس-134 (16 مايو 2011 - 1 يونيو 2011)   | 296 ي 3 س 34 د 2 ث                   |

## الإنجازات
تضمنت مهام برنامج مكوك الفضاء مايلي:
- بناء محطة الفضاء الدولية.
- مناوبة الطاقم وصيانة كلا من محطة مير ومحطة الفضاء الدولية.
- بعثات الصيانة، مثل إصلاح تلسكوب هابل الفضائي والأقمار الصناعية المدارية.
- تجارب مأهولة في المدار الأرضي المنخفض.
- قام بإرسال مايلي إلى المدار الأرضي المنخفض:
  - تلسكوب هابل الفضائي
  - مكونات من محطة الفضاء الدولية
  - مرصد كومبتون لأشعة غاما

## الحوادث
في سياق الـ135 مهمة، تدمرت اثنان من المركبات المدارية وقتل طاقمهما الذي يبلغ مجموعه 14 رائد فضاء:
- تشالنجر – تدمر بعد 73 ثانية من إطلاقه، أثناء قيامه بمهمة إس تي إس-51-إل بتاريخ 28 يناير 1986.
- كولومبيا – تحطم أثناء عودته من مهمة إس تي إس-107 بتاريخ 1 فبراير 2003.

## الانتقاد
تعرض برنامج مكوك الفضاء للانتقاد لفشله في تحقيق التكلفة التي وعد بها وأهدافه النفعية، وكذلك بالنسبة للتصميم والإدارة وقضايا السلامة. بينما ذهب آخرون إلى قول أن برنامج مكوك الفضاء كان خطوة إلى الوراء من برنامج أبولو، الذي أنجز عدة اكتشافات علمية وفضائية أكثر بكثير من مكوك الفضاء.

## معرض صور

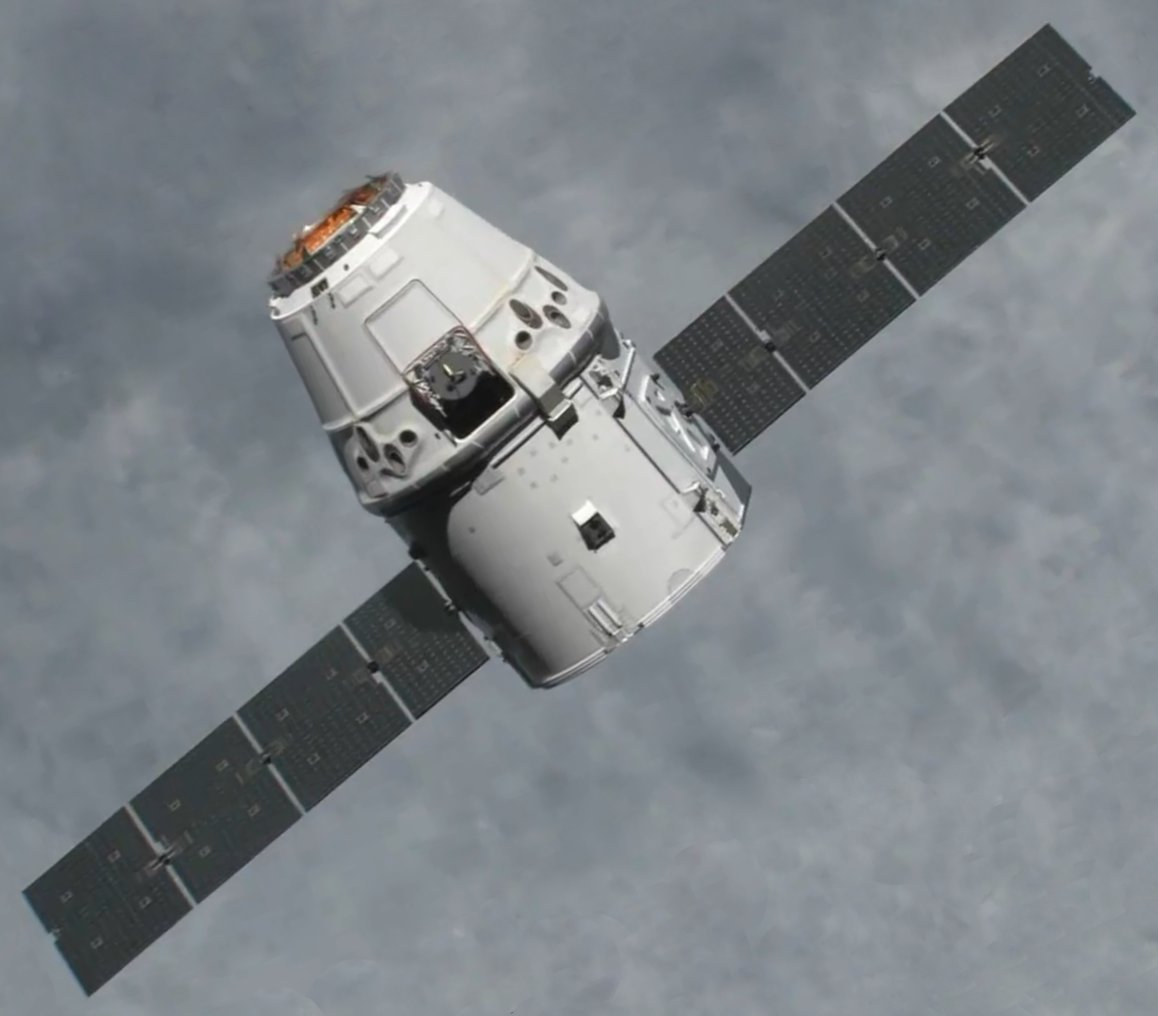
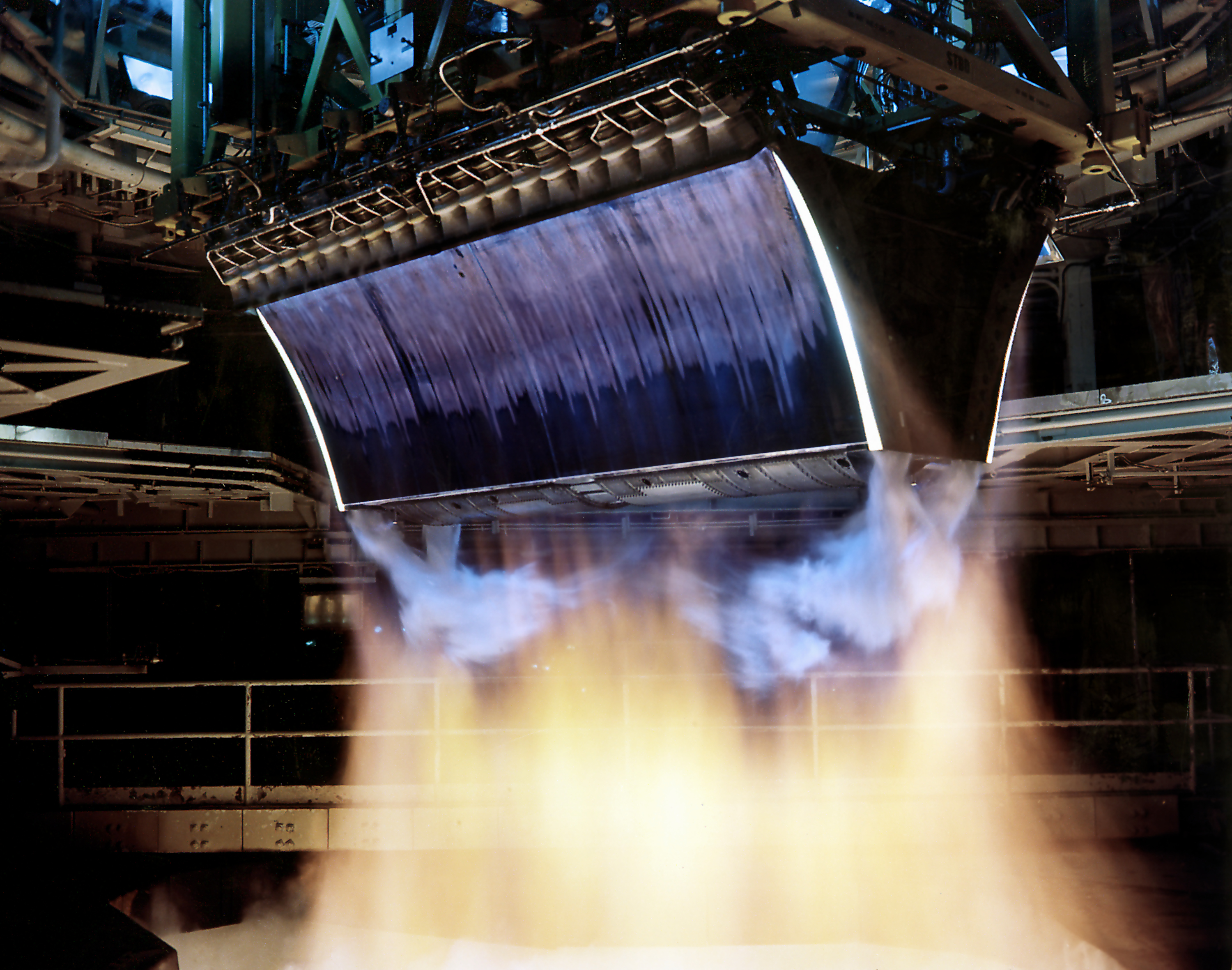
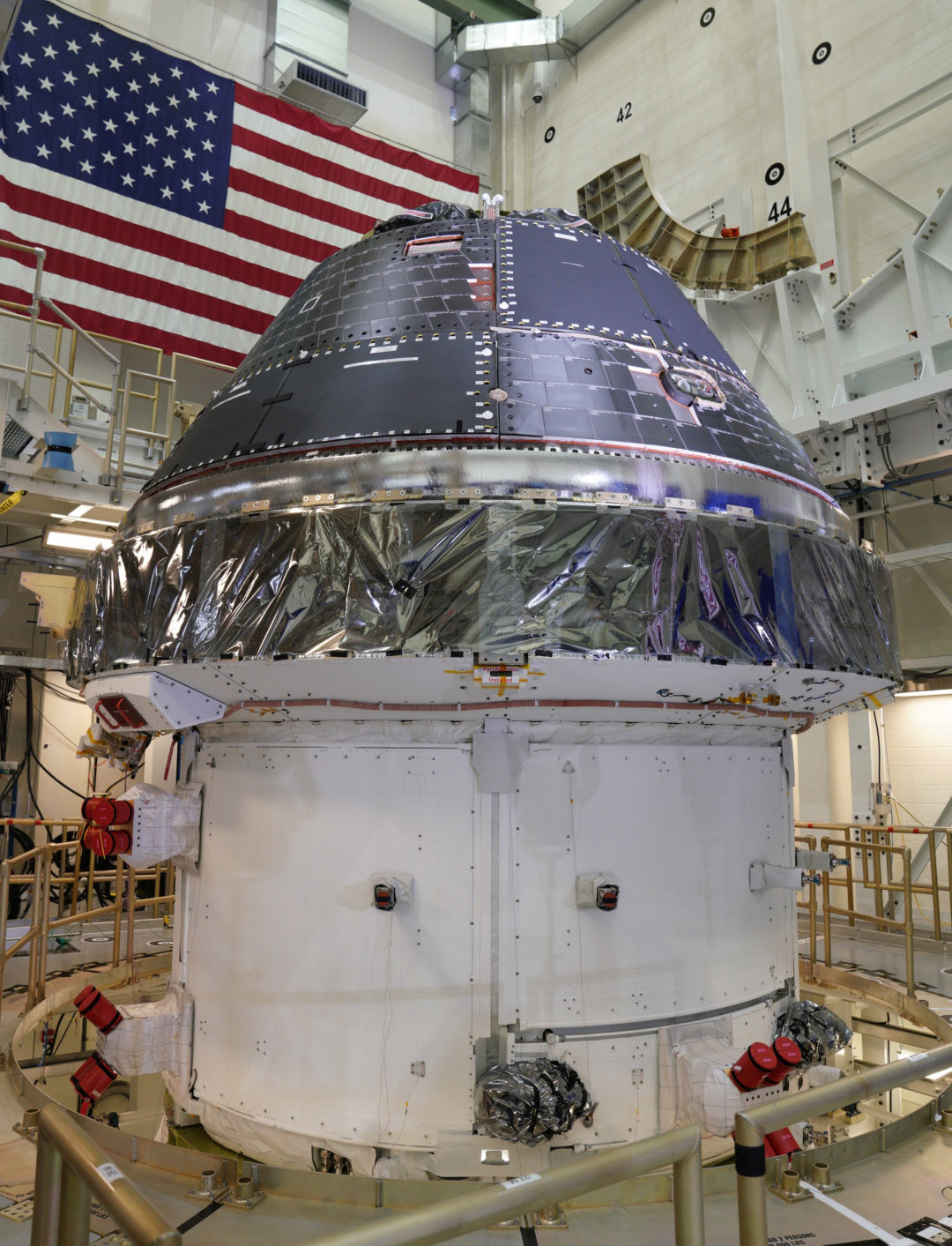